# Lilli Lottofee
Lilli Lottofee ist eine Fernsehserie des ZDF, die 1992 ausgestrahlt wurde.

## Handlung
Die frühere Fernseh-Lottofee „Lilli“ Schattenfroh hat die Gabe, gelegentlich die richtigen Lottozahlen vorhersagen zu können und streicht ab und zu einen kleinen Gewinn ein. Trotzdem ist sie ständig pleite, denn das Gewonnene zerrinnt ihr zwischen den Fingern. Manchmal verdient sie etwas Geld mit Kaffeefahrten oder der Organisation kleinerer Feste. Gerade hat sie sich nach zwei Scheidungen von ihrem zwielichtigen Freund Harry Wrtschk getrennt, tingelt mit Leo Fall durch die Lande und betätigt sich als seine Zauberassistentin.  Als Leo Lilli mehrere Heiratsanträge macht, beschließt Harry, um Lilli zu kämpfen. Es wird sich zeigen, ob er gegen Leo eine Chance hat.

## Schauspieler und Rollen
Die folgende Tabelle zeigt die Darsteller und ihre Rollen. In Nebenrollen traten unter anderen Jochen Busse, Hans Clarin, Helmut Fischer, Heiner Lauterbach und Manon Straché auf.
| Schauspieler         | Rolle         |
| -------------------- | ------------- |
| Vincenzo Benestante  | Aldo          |
| Senta Berger         | Lilli         |
| Elisabeth Bertram    | Anna          |
| Herbert Bötticher    | Leo           |
| Rudolf Waldemar Brem | Natalis Vater |
| Claudio Caramaschi   | Sergio        |
| Jed Curtis           | Mr. Goodman   |
| Gundi Ellert         | Hanni         |
| Bea Fiedler          | Bambi         |
| Ellen Frank          | Olga          |
| Heinz Hoenig         | Harry         |

| Schauspieler       | Rolle      |
| ------------------ | ---------- |
| Anita Höfer        | Dorle      |
| Gundula Liebisch   | Monika     |
| Monika Madras      | Susi       |
| Natali Maroufi     | Natali     |
| Michele Oliveri    | Mario      |
| Sissi Perlinger    | Ricki      |
| Hürdem Riethmüller | Frau Scher |
| Axel Scholtz       | Erwin      |
| Helen Vita         | Mrs. Luna  |
| Elisabeth Volkmann | Paula      |
| Michael Walke      | Moritz     |

## Episoden
| Folge | Titel                                                              | Ausstrahlung   |
| ----- | ------------------------------------------------------------------ | -------------- |
| 1     | Lilli lässt sich scheiden und geht zur Wahrsagerin                 | 3. März 1992   |
| 2     | Wie Lilli zaubern lernt und 6 Richtige hat                         | 10. März 1992  |
| 3     | Lilli und Leo auf Du und Du mit der großen Welt                    | 17. März 1992  |
| 4     | Wie Lilli ein besserer Mensch wird, aber die große Chance verpasst | 24. März 1992  |
| 5     | Lilli macht einen Ausflug in Harrys Vergangenheit                  | 31. März 1992  |
| 6     | Lilli läßt sich zersägen und heiratet                              | 14. April 1992 |